# 性的ヒーリング〜其ノ参〜
『性的ヒーリング〜其ノ参〜』（せいてき‐〜そのさん〜）とは2003年8月20日にリリースした椎名林檎のビデオ・クリップ集でDVDのみ発売。発売元は東芝EMI/Virgin Music。

## 概要
椎名林檎のソロ名義としての活動休止前最後のビデオ・クリップ集。シングル4曲にアルバム曲1曲、撮り下ろし作品が1曲の全6曲を収録。その他特典映像としてパロディCMと隠し映像を収録。
収録内容は福岡嘉穂劇場にて行った一夜限りのライヴイベント「座禅エクスタシー」のゲネプロの日に収録した「やっつけ仕事」、妊娠によりアニメ作品に変更された東京スカパラダイスオーケストラとの共演作「真夜中は純潔」、復帰後初のオリコン1位を獲得したシングル「茎 (STEM) 〜大名遊ビ編〜」、アルバム『加爾基 精液 栗ノ花』から「迷彩」、デビュー5周年を記念して製作されたメモリアル単曲「映日紅の花」（ライヴDVD『賣笑エクスタシー』付属の「御宝コンパクトディスク」収録）、さらにアルバム『勝訴ストリップ』収録の「浴室」を斎藤ネコがオーケストラアレンジした撮り下ろし作品「la salle de bain」のミュージック・ビデオ6作品。さらに上記の作品に加え、パロディCMとして高知県の河野製紙株式会社と剃刀メーカーGilletteの協力より制作されたティッシュペーパーと剃刀のコラボCM、化粧品メーカーのポール&ジョーのマニキュアのCMを収録している。またエンディングロール後に見られる隠し映像として、東芝EMIスタッフの山口一樹と共に椎名林檎が考案して声をあてたキャラクター「りんごちゃん」人形と山口が東芝EMIのスタジオの「スタヂオ テラ」内を巡る「りんごちゃんの社会科見学」が収録された。
ちなみにこの作品もシンメトリーになっており価格が税込みで3333円、時間も44分44秒である。
初回限定生産盤はDVDケースが黒になっている。
2013年11月13日に発売されたミュージック・ビデオ集『The Sexual Healing Total Care Course 120min.』にも本作と同内容が収録されている。

## 収録内容
| #   | タイトル                                           | 作詞 | 作曲・編曲 | 監督         |
| --- | -------------------------------------------------- | ---- | ---------- | ------------ |
| 1.  | 「やっつけ仕事」(ミュージック・ビデオ)             |      |            | ウスイヒロシ |
| 2.  | 「真夜中は純潔」(ミュージック・ビデオ)             |      |            | 番場秀一     |
| 3.  | 「おこのみで」(パロディCM)                         |      |            |              |
| 4.  | 「茎 (STEM) 〜大名遊ビ編〜」(ミュージック・ビデオ) |      |            | 番場秀一     |
| 5.  | 「迷彩」(ミュージック・ビデオ)                     |      |            | 番場秀一     |
| 6.  | 「君を愛す」(パロディCM)                           |      |            |              |
| 7.  | 「yer Blues」(パロディCM)                          |      |            |              |
| 8.  | 「映日紅の花」(ミュージック・ビデオ)               |      |            | 番場秀一     |
| 9.  | 「la salle de bain」(ミュージック・ビデオ)         |      |            | 番場秀一     |
| 10. | 「シドと白昼夢」(エンディング)                     |      |            |              |

パロディCM
1. マニキュアのCM
BGMはアルバム『加爾基 精液 栗ノ花』収録曲「おこのみで」。
2. ティッシュペーパーと剃刀のCM
BGMはカバーアルバム『唄ひ手冥利〜其ノ壱〜』収録曲「yer Blues」。
バックバンド「虐待グリコゲン」のメンバー皆川真人が共演している。

隠し映像
1. りんごちゃんの社会科見学

## 「la salle de bain」収録スタッフ
- 編曲・指揮：斎藤ネコ
- 録音：井上雨迩
- 歌詞英訳・発音指導：クラーク・ロビンソン

- ストリングス：グレート栄田ストリングス
- フルート：相澤政宏、佐藤憲介
- オーボエ：池田昭子
- クラリネット：十亀正司
- ファゴット：福井蔵
- ハープ：朝田朋之
- トランペット：高橋敦、中山隆崇、奥野儀光
- トロンボーン：村田陽一、井口友里、藤井良太
- ホルン：有馬純春、阿部雅人、和田博史、西條貴人
- チューバ：佐藤潔
- クラシックパーカッション：高田みどり